# اسرارالتوحید
اسرارالتوحید فی مقامات شیخ ابی‌سعید ابی‌الخیر، کتابی است با موضوع تصوف که ۱۳۰ سال پس از مرگ ابوسعید ابی‌الخیر، توسط یکی از نوادگان او به‌نام محمد بن منور در خراسان نگاشته شد. تألیف کتاب پس از حملهٔ غزان به میهنه انجام گرفته‌است و تاریخ آن را در حدود سال ۵۷۰ هجری قمری دانسته‌اند. محمد بن منور کتاب خود را به سه باب تقسیم کرده‌است. باب اول در ابتدای حالت شیخ، باب دوم که به بیان حالات شیخ ابوسعید در سال‌های میانی زندگی او اختصاص دارد، بسیاری از گفته‌ها و اشعاری را که بر زبان وی رفته، گردآوری و نقل کرده‌است، و باب سوم انتهای حالت شیخ است. این کتاب انشایی روان و منسجم دارد و در دورهٔ اوج نثر مصنوع شکل گرفته؛ ولی تنها در مقدمه مصنوع است، و به غیر آن در ردیف نثر مُرسَل قرار دارد.